# Solidarité enfants sida
 (mai 2024).
Si vous disposez d'ouvrages ou d'articles de référence ou si vous connaissez des sites web de qualité traitant du thème abordé ici, merci de compléter l'article en donnant les références utiles à sa vérifiabilité et en les liant à la section « Notes et références ».
Solidarité enfants sida (Sol en si) est une association française créée en 1990 qui a pour but de soutenir les enfants atteints par le virus du sida, ainsi que leurs familles.

## Historique
Sol En Si est une association reconnue d'utilité publique, créée en 1990 par Myriam Mercy et Alain Danand, qui soutient et accompagne les enfants et leurs familles concernés par le VIH/SIDA. Son approche ne se limite pas à aider les personnes touchées par le virus mais prend en compte l'intégralité de la cellule familiale.
Sol En Si dispose d'une équipe d'environ 30 salariés et de 200 volontaires et gère deux centres d'accueil à Bobigny et Marseille. Son action prend la forme d'un accompagnement personnalisé d'enfants et de familles concernées par le VIH par des volontaires et des professionnels.
Le VIH/sida provoque une souffrance et bouleverse le quotidien de tous les membres de la famille. C'est pourquoi Sol En Si accompagne les parents et enfants dans leur parcours face à la maladie et ses conséquences multiples.
Sol En Si s’est également engagée à l’international en permettant notamment la scolarisation et l’insertion sociale d’orphelins au Bénin et intervient dans le cadre du projet Grandir en Afrique aux côtés de Sidaction et de Initiative Développement.

## Financement
L'association perçoit environ 60 % de fonds publics et 40 % de fonds privés. Elle bénéficie du soutien de nombreux donateurs privés qui contribue constamment au financement et au renforcement de ses actions.
L’association est membre du Comité de la Charte, ce qui garantit la transparence de l'utilisation des dons.
« Sol En Si » bénéficie également du soutien d'artistes comme Zazie ou Vincent Baguian, parrain et marraine de cœur de l'association, et tire une partie de ses revenus des concerts organisés au profit de Sol En Si et de la vente de CD.

### Albums
- 1993 : premier CD (live) avec Francis Cabrel, Michel Jonasz, Catherine Lara, Maxime Le Forestier, Maurane et Alain Souchon
- 1995 : deuxième CD enregistré en studio avec les mêmes artistes ainsi que Alain Chamfort, Zazie, CharlÉlie Couture, Dee Dee Bridgewater, China Moses, Elton John, Jacques Higelin, Eddy Louiss, Joe Cocker, Khaled, Les Cherche Midi, Laurent Voulzy, Liane Foly, Michel Fugain, Trio Esperança, Véronique Sanson, Christopher Stills, Youssou N’Dour et Alliance Ethnik
- 1997 : troisième CD (live) ainsi que la vidéo du concert
- 1999 : quatrième CD enregistré en studio et intitulé Chacun peut y mettre un peu du sien
- 2003 : Conte musical Sol En Cirque
- 2005 : Compilation Sol En Si avec deux inédits : Foyalé, interprétée par MC Solaar, Yannick Noah, Tété et Zazie ainsi que Je me croyais fort interprétée par Axel Bauer, Francis Cabrel et Zazie.
- 2008 : Le concert des Grands Gamins au Zénith : album et DVD live. Liste des titres :